# Al-Jad ibn Dírham
Al-Jad ibn Dírham (àrab: الجعد بن درهم, al-Jaʿd ibn Dirham) fou un cap herètic musulmà originari del Khurasan.
Va viure principalment a Damasc, on va predicar la seva doctrina, considerada com a heretgia. Finalment fou capturat a l'Iraq i executat per orde del governador Khàlid ibn Abd-Al·lah al-Qasrí el dia de la Festa del Sacrifici de l'any 737, en lloc del cabrit ritual.